# 韦岗街道
韦岗街道，是中华人民共和国江苏省鎮江市润州区下辖的一个乡镇级行政单位。

## 行政区划
韦岗街道下辖以下地区：
韦岗村。